# Třídvorecký dub
Třídvorecký dub je památný strom dubu letního (Quercus robur) v Olomouckém kraji, východně od města Litovel. Strom dosahuje výšky 25 metrů a obvod jeho kmene činí 462 centimetrů. Chráněn je na základě rozhodnutí správy Chráněné krajinné oblasti Litovelské Pomoraví vydaného 14. února 2000, které vešlo v platnost k 2. březnu 2000.
Samotný strom roste na křižovatce dvou lesních cest označovaných U trati a Střeňská. Zdejší území je součástí jak chráněné krajinné oblasti Litovelské Pomoraví, tak také stejnojmenné evropsky významné lokality a ptačí oblasti.